# Air Corridor
Air Corridor – mozambicka linia lotnicza z siedzibą w Nampulii. Obsługiwała połączenia krajowe. Głównym węzłem był port lotniczy Nampula. Zaprzestała działalności w 2008 r.
Flota składała się z 2 samolotów Boeing 737-200